# Вівсянка звичайна
Вівся́нка звича́йна, або вівсянка жовтобрюшка (Emberiza citrinella) — горобцеподібний птах родини вівсянкових (Emberizidae). В Україні осілий, кочовий вид.

## Назва
Іван Верхратський подає для вівсянки звичайної народну назву «жовтогрудка», очевидно пов'язану із забарвленням пташки.

## Поширення та місця існування
Гніздяться по всій Європі та більшій частині Азії. Також звичайна вівсянка була інтродукована до Нової Зеландії в 1862 році й зараз стала там звичайним птахом.
Більшість птахів — осілі, проте деякі найпівнічніші популяції є міграційними.
Птах характерний для відкритих просторів, узимку збирається у зграї.

## Морфологічні ознаки
Маса тіла 24-30 г, довжина тіла близько 17 см. У дорослого самця в шлюбному вбранні голова жовта, з темними рисками на тім'ї; щоки окреслені темними смугами спина і крила рудувато-бурі, з темною строкатістю; поперек і надхвістя руді; низ жовтий, воло і боки тулуба рудуваті, на боках темні риски; махові та стернові пера темно-бурі, зі світлою облямівкою, крайні стернові пера з білими краями; дзьоб сірий; ноги світло-бурі; у позашлюбному оперенні подібний до дорослої самки. У дорослої самки жовтого кольору в оперенні значно менше; на голові та на боках тулуба темна смугастість; воло бурувате, з темними рисками. Молодий птах схожий на дорослу самку.

## Гніздування

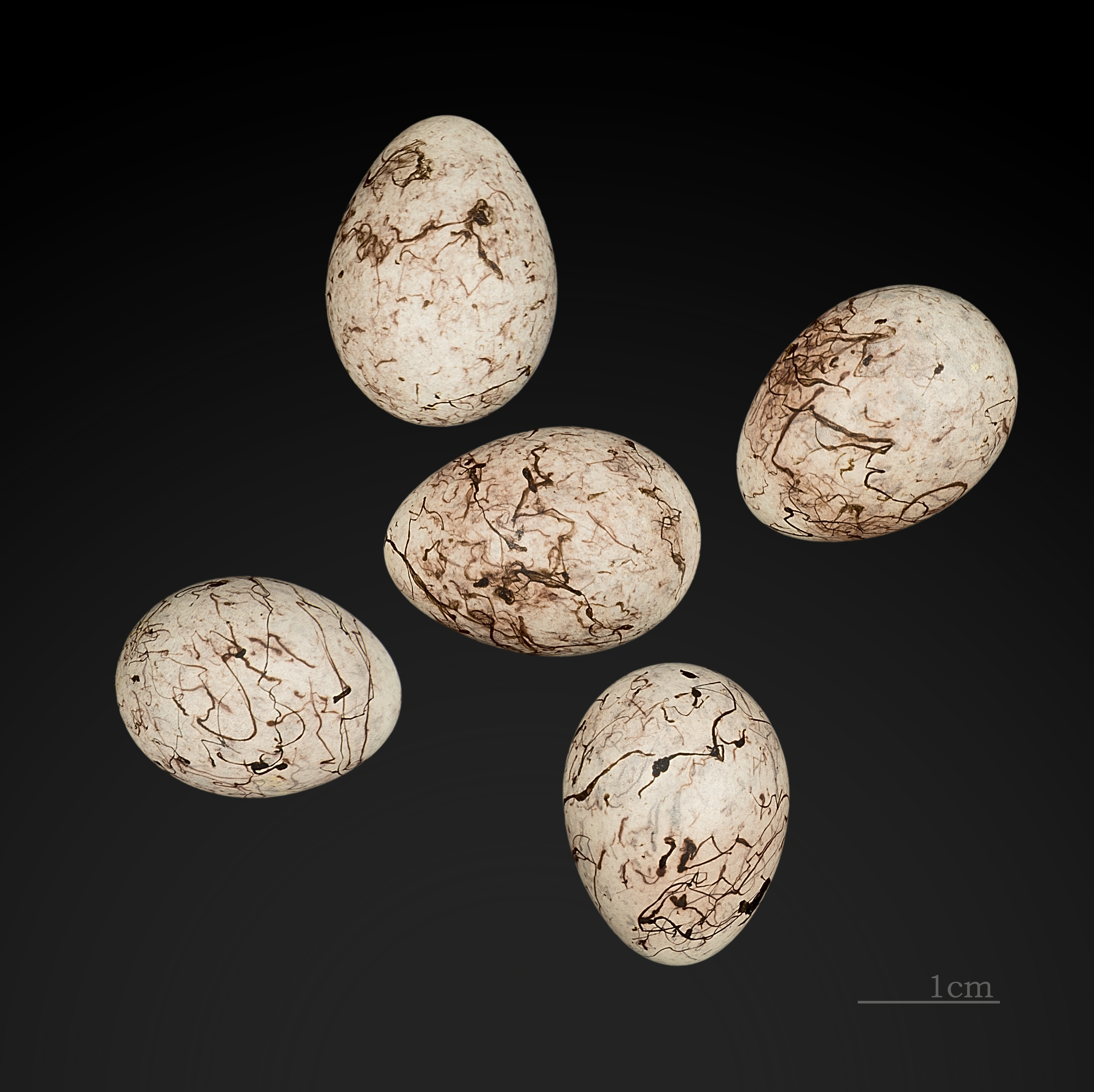
Кладка в оологічній колекції

Гніздо влаштовує на поверхні землі. Відкладає 3-6 яєць, що мають характерний для родини рисунок у вигляді рисок.
Гніздо у вигляді пухкої неглибокої чашечки із сухих розмочалених стебел і листя злаків, розташовується на землі в ямці або на траві, часто на схилі канави або яру, під прикриттям кущика або повалених гілок. Іноді крім трави додається невелика кількість моху, лишайнику, кінського волоса або шерсті парнокопитних тварин.

## Живлення
Пташенята живляться переважно комахами, дорослі птахи — насінням.

## Класифікація
Звичайна вівсянка була вперше науково описана шведським лікарем і натуралістом Карлом Ліннеєм в 1758 в 10-му виданні його Системи природи. Родова назва Emberiza походить від стародавнього німецького слова «embritz», яким називали різних дрібних птахів — горобців, кропив'янок, а також вівсянок. Видова назва citrinella має латинський корінь і є похідною від слова «citreus», лимон — таким чином Лінней підкреслив яскраве лимонно-жовте оперення птаха, рідкісне у Північній Європі.

## У культурі
- Вівсянки (фільм)